# Union hydroélectrique
L'Union hydroélectrique est une société fondée en mai 1921 par Ernest Mercier pour la construction et l'exploitation de la centrale hydroélectrique d'Éguzon sur la Creuse, géante pour l'époque.

## Histoire
Après la Première Guerre mondiale, la France a besoin d'électricité, tout particulièrement Paris. Créateur de l'Union d'électricité, Ernest Mercier conçoit l'usine thermo-électrique de Gennevilliers, première « supercentrale », qui a pour avantage de combiner le recours au charbon et à la houille blanche. En 1919, démarre parallèlement la construction du barrage d'Éguzon, le premier en béton, qui sera le principal fournisseur de cette usine thermoélectrique de Gennevilliers. Le projet est dirigé par l'Union d'électricité, qui créée pour cela en mai 1921 une filiale spécialisée, l'Union hydroélectrique. Celle-ci s'associe à la Compagnie des chemins de fer d'Orléans, la ligne à haute tension permettant d'approvisionner Paris longeant le chemin de fer sur une partie du parcours. Parallèlement, l'Union hydroélectrique africaine, une société gouvernementale et coloniale, sera créée en 1927 pour construire des barrages en Afrique-Occidentale française. L'Union hydroélectrique a aussi fondé en 1923 une filiale régionale, l'Union hydroélectrique armoricaine, au capital initial de 4 millions de francs, qui va finaliser le barrage de Guerlédan. Il sera également créé une Union hydroélectrique de l'ouest constantinois.